# RV & AV Excelsior in het seizoen 1956/57
Het seizoen 1956/1957 was het derde jaar in het bestaan van de Rotterdamse betaaldvoetbalclub Excelsior. De club kwam uit in de Eerste divisie B en eindigde daarin op de negende plaats. Tevens deed de club mee aan het toernooi om de KNVB Beker, hierin werd in de tweede ronde verloren van SVV (0–3).

## Wedstrijdstatistieken

### Eerste divisie B
|       | AGOVV | Blauw-Wit | D.F.C. | EBOH  | EDO   | Fortuna | Helmond | Hermes DVS | RCH   | Rigtersbleek | SHS   | Sittardia | Stormvogels | Vitesse | Volendam |
| ----- | ----- | --------- | ------ | ----- | ----- | ------- | ------- | ---------- | ----- | ------------ | ----- | --------- | ----------- | ------- | -------- |
| Thuis | 5 – 3 | 1 – 1     | 2 – 1  | 2 – 1 | 2 – 2 | 2 – 1   | 2 – 1   | 0 – 0      | 2 – 2 | 1 – 1        | 0 – 4 | 0 – 0     | 1 – 1       | 1 – 2   | 0 – 3    |
| Uit   | 0 – 0 | 2 – 0     | 2 – 0  | 1 – 1 | 3 – 3 | 1 – 1   | 1 – 0   | 3 – 1      | 1 – 1 | 0 – 2        | 1 – 1 | 0 – 2     | 3 – 2       | 0 – 0   | 1 – 1    |

### KNVB beker
| 1e ronde                                                                | DCV                                                      | 1 – 1 Winst voor uitspelende ploeg | Excelsior             |
| 19 augustus 1956 Plaats: Krimpen aan den IJssel Sportpark Waalplantsoen | Onbekend                                                 |                                    | 90' Gerrie den Hartog |
| 2e ronde                                                                | SVV                                                      | 3 – 0 (1 – 0)                      | Excelsior             |
| 16 september 1956 Plaats: Schiedam Frankelandsedijk                     | Jo Maltha 12' Jan Huntink 62' Gerrit van Pelt 83' (pen.) |                                    |                       |

## Statistieken Excelsior 1956/1957

### Eindstand Excelsior in de Nederlandse Eerste divisie B 1956 / 1957
| Stand | Gespeeld | Gewonnen | Gelijk | Verloren | Punten | Doelpunten voor | Doelpunten tegen |
| ----- | -------- | -------- | ------ | -------- | ------ | --------------- | ---------------- |
| 9e    | 30       | 7        | 15     | 8        | 29     | 36              | 41               |

### Topscorers
| #      | Naam                | Goal |
| ------ | ------------------- | ---- |
| 1.     | Lo Dörr             | 10   |
| 2.     | Nol Braams          | 5    |
| 2.     | Jan Slavenburg      | 5    |
| 4.     | Louis Corpeleijn    | 3    |
| 4.     | Gerrie den Hartog   | 3    |
| 4.     | Dick van den Polder | 3    |
| 7.     | Daan Pijper         | 2    |
| 7.     | Gerard Weber        | 2    |
| 9.     | Cornelis Korporaal  | 1    |
| 9.     | Jan Nijman          | 1    |
| 9.     | Rik van Veldhuizen  | 1    |
| Totaal | Totaal              | 36   |

| #      | Naam              | Goal |
| ------ | ----------------- | ---- |
| 1.     | Gerrie den Hartog | 1    |
| Totaal | Totaal            | 1    |